# Tangela Smith
Pour les articles homonymes, voir Smith.
Tangela Smith (née le 1er avril 1977 à Chicago, Illinois) est une joueuse américaine de basket-ball en WNBA. Elle joue aux postes d'ailier fort-pivot et mesure 1,93 m.

## Biographie
Smith évolue au lycée George Washington à Chicago. Elle est diplômée de l'université de l'Iowa en 1998. Elle y remporte les trophées de joueuse de la Big Ten Conference en 1998. 
Elle est sélectionnée au 12e rang de la draft WNBA 1998 par les Monarchs de Sacramento. Elle joue 6 saisons avec les Monarchs, participant à 5 reprises aux playoffs. En 2005, elle est transférée au Charlotte Sting en échange de Nicole Powell. Charlotte fait faillite en 2006 et Smith est alors recrutée par le Lynx du Minnesota lors de la draft de dispersion.
Le jour de la draft en avril 2007, elle est transférée au Mercury de Phoenix contre la numéro 1 de la draft Lindsey Harding.
Lors de l'intersaison WNBA 1998-1999, Smith a rejoint les championnats d'Italie, d'Israël, de Corée du Sud et de Turquie. En 2001, elle mène Botaş Spor au titre de champion de Turquie. En 2002, elle mène les Shinsegae Coolcats au titre de champion de Corée du Sud.
En 2011-2012, elle joue 18 rencontres en Turquie à Tarsus (16,3 points et 8,2 rebonds), puis signe en février 2013 en Hongrie à Győr pour la fin du championnat.

## Palmarès
- Championne WNBA 2009
- Championne WNBA 2007
- Championne de Turquie avec Botas Sport (2001)
- Championne de Corée du Sud avec Shinsegae Coolcat (2002)
- Championne de Chine avec Liaoning Hengye (2009)

## Clubs
- 2000-2001: Botaş Spor Kulübü (Turquie)
- 2008-2009: Shinsegae Coolcat (Corée du Sud)
- 2008-2009: Liaoning Hengye (Chine)
- 2010-2011: CCC Polkowice (Pologne)
- 2011-2012: Tarsus Belediyesi
- 2012-2013: Seat-Szese Győr

Elle a joué en Italie, Israël, Turquie, Chine, Pologne, Russie et Corée du Sud.